# Биле, Абди
Абди Биле (сомал. Cabdi Bille Cabdi; род. 28 декабря 1962, Ласъанод) — сомалийский бегун на средние дистанции, который специализировался в беге на 1500 метров. Чемпион мира 1987 года и бронзовый призёр 1993 года. На олимпийских играх 1984 года выступал на дистанции 800 метров, на которой дошёл до четвертьфинала и в беге на 1500 метров, на которой смог выйти в полуфинал. На Олимпиаде 1996 года дошёл до полуфинала в беге на 1500 метров. Пропустил олимпийские игры 1992 года из-за травмы. Серебряный призёр чемпионата Африки 1985 года с результатом 3.38,19. Победитель континентального кубка ИААФ 1989 года.
Двоюродный брат бегуна Абдихакема Абдирахмана.